# Gimik
gímik（ギミック）は、後藤圭二、きむらひでふみ、門之園恵美によるアニメ制作集団。
現在は解散しており、新作の予定はない。

## 概要
後藤らによるクリエイター・ユニット。
これまでアニメ制作のも制作グループの形を採ることが多かったが、制作グループが主体となって独自のカラーで作品を発信することも多くなってきた。このような形態についての包括的な名称は未だ決まった呼び名は無いものの、数は増えてきている。

## 主な作品
アニメ
- キディ・グレイド（2002年 - 2003年）
- うた∽かた（2004年）
- キディ・ガーランド（2009年 - 2010年）[2]

小説
- ジェミニ・ナイヴ（2006年）[3]